# 赫魯希夫 (德羅霍貝奇區)
49°28′8″N 23°36′8″E / 49.46889°N 23.60222°E

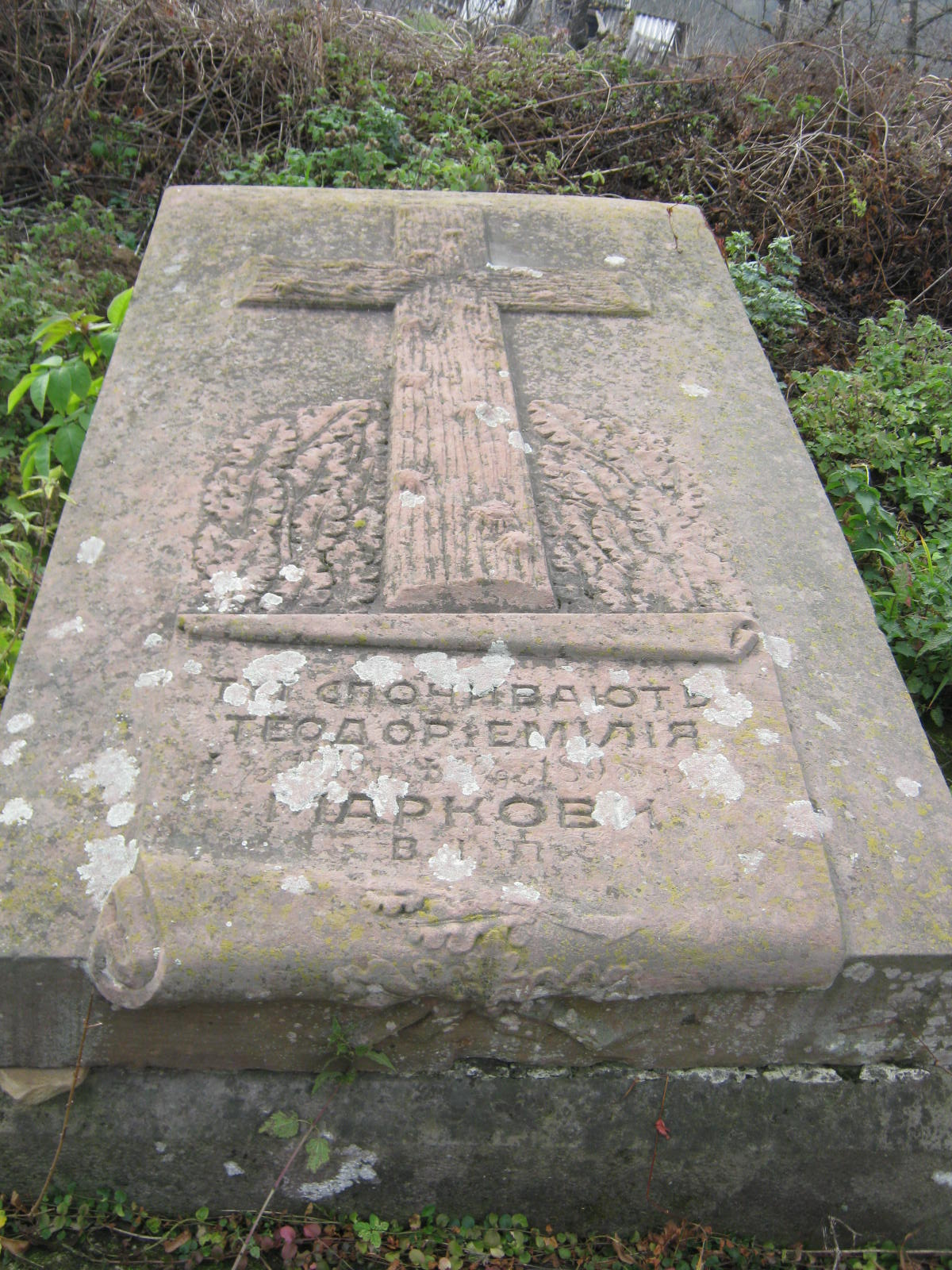
一位法官及其夫人的墓碑

赫魯希夫（羅馬化：Hrishiv）是烏克蘭西部利沃夫州德羅霍貝奇區梅德尼奇市镇内的村落。始建於1443年，面積56平方公里，2001年人口2,187，人口密度每平方公里39.05人。